# Camaná (provincie)
Camaná is een Peruaanse provincie. Samen met zeven andere provincies vormt Camaná de regio Arequipa. De provincie heeft een oppervlakte van 3.998 km² en heeft 58.952 inwoners (2015). De hoofdplaats van de provincie is het district Camaná; drie van de acht districten vormen samen de stad  (ciudad)  Camaná.
De provincie grenst in het noorden aan de provincies Castilla en Condesuyos, in het oosten aan de provincies Arequipa en Islay, in het zuiden aan de Grote Oceaan en in het westen aan de provincie Caravelí.

## Bestuurlijke indeling
De provincie Camaná is opgedeeld in 8 districten, UBIGEO tussen haakjes:
- (040201) Camaná,[3] hoofdplaats van de provincie en deel van de stad (ciudad) Camaná
- (040202) José María Quimper,[4] deel van de stad (ciudad) Camaná
- (040203) Mariano Nicolás Valcárcel[5]
- (040204) Mariscal Cáceres[6]
- (040205) Nicolás de Piérola[7]
- (040206) Ocoña[8]
- (040207) Quilca[9]
- (040208) Samuel Pastor,[10] deel van de stad (ciudad) Camaná

Arequipa · Camaná · Caravelí · Castilla · Caylloma · Condesuyos · Islay · La Unión